# Luptă de cai arabi într-un grajd
Pe baza unor notițe și a două schițe mici din carnetul său, executate în timpul luptelor de cai din Maroc în anul 1832, Eugène Delacroix pictează Luptă de cai arabi într-un grajd. Începe să lucreze la un tablou după aproape 30 de ani de la călătoria efectuată în Africa de Nord, dar compoziția lui despre doi cai și trei bărbați stânjeniți nu pierde nimic din intensitatea trăirilor. 

## Descriere
Lumina intră doar printr-o ferăstruică. Dar ce lumină! Ea se reflectă asupra punctelor centrale ale compoziției (caii și spinările bărbaților), subliniind dinamica mișcărilor.
Notițele lui Delacroix despre caii arabi :
"Sub cerul patriei, ei simbolizează un caracter de excepție, plin de mândrie și energie, pe care îl pierd o dată cu schimbarea climei; li se întâmplă adeseori să-și arunce călărețul din spate cu violență, pentru a se dedica luptei care poate să dureze ore întregi. Se luptă cu înverșunare, ca tigrii, și nimic nu poate să-i despartă. Răsuflări fierbinți, zgomotoase ies din nările însângerate, precum vălătucii de aburi ai unei locomotive, coamele de păr zburlite și încleiate de sânge, gelozii periculoase, resentimente ucigătoare: întreaga lor înfățișare și caracterul lor se ridică pe culmi de poezie"

## Vezi și
- Eugène Delacroix